# غاري لوك (لاعب كرة قدم)
غاري لوك (بالإنجليزية: Gary Locke)‏ هو لاعب كرة قدم ومدرب كرة قدم بريطاني، ولد في 16 يونيو 1975 في إدنبرة في المملكة المتحدة. شارك مع منتخب اسكتلندا تحت 21 سنة لكرة القدم. أما مع النوادي، فقد لعب مع برادفورد سيتي ونادي كيلمارنوك وهارت أوف ميدلوثيان.

## وصلات خارجية
- غاري لوك على موقع قاعدة بيانات كرة القدم.إي يو (الإنجليزية)
- غاري لوك على موقع Soccerbase.com (لاعب) (الإنجليزية)
- غاري لوك على موقع عالم كرة القدم.نت (الإنجليزية)